# La Légende de Rip Van Vinckle
La Légende de Rip Van Vinckle er en fransk stumfilm fra 1905 af Georges Méliès.